# Sanderson Farms Championship
El Sanderson Farms Championship es un torneo de golf profesional del PGA Tour que se juega anualmente en Misisipi. Se mudó al Country Club of Jackson en Jackson en el otoño de 2014, a principios de la temporada de 2015.
El torneo ha sido parte del calendario del PGA Tour desde 1968 y ha recaudado más de $ 8.1 millones para organizaciones benéficas estatales. Originalmente jugado en el Hattiesburg Country Club en Hattiesburg, el evento se trasladó en 1994 al Annandale Golf Club en Madison, que fue sede de 2013.
Desde 2013, el patrocinador principal del torneo ha sido Sanderson Farms, una corporación de avicultura con sede en Laurel, Misisipi. La organización anfitriona del torneo, Century Club Charities, es una organización 501 (c) (3) sin fines de lucro, exenta de impuestos, cuya misión es promover el juego de golf en beneficio de la caridad.

## Ganadores
| Año                           | Ganador                      | Puntaje                      | Al par                       | Margen de victoria           | Segundo(s)                                          | Bolsa del ganador ($)        | Bolsa ($)                    | Ref.                         |
| Sanderson Farms Championship  | Sanderson Farms Championship | Sanderson Farms Championship | Sanderson Farms Championship | Sanderson Farms Championship | Sanderson Farms Championship                        | Sanderson Farms Championship | Sanderson Farms Championship | Sanderson Farms Championship |
| ----------------------------- | ---------------------------- | ---------------------------- | ---------------------------- | ---------------------------- | --------------------------------------------------- | ---------------------------- | ---------------------------- | ---------------------------- |
| 2021                          | Sam Burns                    | 266                          | −22                          | 1 golpe                      | Nick Watney Cameron Young                           | 1,260,000                    | 7,000,000                    |                              |
| 2020                          | Sergio García                | 269                          | −19                          | 1 golpe                      | Peter Malnati                                       | 1,188,000                    | 6,600,000                    |                              |
| 2019                          | Sebastián Muñoz              | 270                          | −18                          | Playoff                      | Im Sung-jae                                         | 1,188,000                    | 6,600,000                    |                              |
| 2018                          | Cameron Champ                | 267                          | −21                          | 4 golpes                     | Corey Conners                                       | 792,000                      | 4,400,000                    |                              |
| 2017                          | Ryan Armour                  | 269                          | −19                          | 5 golpes                     | Chesson Hadley                                      | 774,000                      | 4,300,000                    |                              |
| 2016                          | Cody Gribble                 | 268                          | −20                          | 4 golpes                     | Chris Kirk Luke List Greg Owen                      | 756,000                      | 4,200,000                    |                              |
| 2015                          | Peter Malnati                | 270                          | −18                          | 1 golpe                      | William McGirt David Toms                           | 738,000                      | 4,100,000                    |                              |
| 2014                          | Nick Taylor                  | 272                          | −16                          | 2 golpes                     | Jason Bohn Boo Weekley                              | 720,000                      | 4,000,000                    |                              |
| 2013                          | Woody Austin                 | 268                          | −20                          | Playoff                      | Cameron Beckman Daniel Summerhays                   | 540,000                      | 3,000,000                    |                              |
| True South Classic            |                              |                              |                              |                              |                                                     |                              |                              |                              |
| 2012                          | Scott Stallings              | 264                          | −24                          | 2 golpes                     | Jason Bohn                                          | 540,000                      | 3,000,000                    |                              |
| Viking Classic                |                              |                              |                              |                              |                                                     |                              |                              |                              |
| 2011                          | Chris Kirk                   | 266                          | −22                          | 1 golpe                      | George McNeill Tom Pernice Jr.                      | 648,000                      | 3,600,000                    |                              |
| 2010                          | Bill Haas                    | 273                          | −15                          | 3 golpes                     | Michael Allen                                       | 648,000                      | 3,600,000                    |                              |
| 2009                          | Cancelado debido a la lluvia | Cancelado debido a la lluvia | Cancelado debido a la lluvia | Cancelado debido a la lluvia | Cancelado debido a la lluvia                        | Cancelado debido a la lluvia | Cancelado debido a la lluvia | [ 1 ]                        |
| 2008                          | Will MacKenzie               | 269                          | −19                          | Playoff                      | Brian Gay Marc Turnesa                              | 648,000                      | 3,600,000                    |                              |
| 2007                          | Chad Campbell                | 275                          | −13                          | 1 golpe                      | Johnson Wagner                                      | 630,000                      | 3,500,000                    |                              |
| Southern Farm Bureau Classic  |                              |                              |                              |                              |                                                     |                              |                              |                              |
| 2006                          | D. J. Trahan                 | 275                          | −13                          | Playoff                      | Joe Durant                                          | 540,000                      | 3,000,000                    |                              |
| 2005                          | Heath Slocum                 | 267                          | −21                          | 2 golpes                     | Carl Pettersson Loren Roberts                       | 540,000                      | 3,000,000                    |                              |
| 2004                          | Fred Funk (2)                | 266                          | −22                          | 1 golpe                      | Ryan Palmer                                         | 540,000                      | 3,000,000                    |                              |
| 2003                          | John Huston                  | 268                          | −20                          | 1 golpe                      | Brenden Pappas                                      | 540,000                      | 3,000,000                    |                              |
| 2002                          | Luke Donald                  | 201                          | −15                          | 1 golpe                      | Deane Pappas                                        | 468,000                      | 2,600,000                    |                              |
| 2001                          | Cameron Beckman              | 269                          | −19                          | 1 golpe                      | Chad Campbell                                       | 432,000                      | 2,400,000                    |                              |
| 2000                          | Steve Lowery                 | 266                          | −22                          | Playoff                      | Skip Kendall                                        | 396,000                      | 2,200,000                    |                              |
| 1999                          | Brian Henninger (2)          | 202                          | −14                          | 3 golpes                     | Chris DiMarco                                       | 360,000                      | 2,000,000                    |                              |
| Deposit Guaranty Golf Classic |                              |                              |                              |                              |                                                     |                              |                              |                              |
| 1998                          | Fred Funk                    | 270                          | −18                          | 2 golpes                     | Paul Goydos Franklin Langham Tim Loustalot          | 216,000                      | 1,200,000                    |                              |
| 1997                          | Billy Ray Brown              | 271                          | −17                          | 1 golpe                      | Mike Standly                                        | 180,000                      | 1,000,000                    |                              |
| 1996                          | Willie Wood                  | 268                          | −20                          | 1 golpe                      | Kirk Triplett                                       | 180,000                      | 1,000,000                    |                              |
| 1995                          | Ed Dougherty                 | 272                          | −16                          | 2 golpes                     | Gil Morgan                                          | 126,000                      | 700,000                      |                              |
| 1994                          | Brian Henninger              | 135                          | −9                           | Playoff                      | Mike Sullivan                                       | 126,000                      | 700,000                      |                              |
| 1993                          | Greg Kraft                   | 267                          | −13                          | 1 golpe                      | Morris Hatalsky Tad Rhyan                           | 54,000                       | 300,000                      |                              |
| 1992                          | Richard Zokol                | 267                          | −13                          | 1 golpe                      | Mike Donald Bob Eastwood Mike Nicolette Greg Twiggs | 54,000                       | 300,000                      |                              |
| 1991                          | Larry Silveira               | 266                          | −14                          | Playoff                      | Russ Cochran Mike Nicolette                         | 54,000                       | 300,000                      |                              |
| 1990                          | Gene Sauers                  | 268                          | −12                          | 2 golpes                     | Jack Ferenz                                         | 54,000                       | 300,000                      |                              |
| 1989                          | Jim Booros                   | 199                          | −11                          | Playoff                      | Mike Donald                                         | 36,000                       | 200,000                      |                              |
| 1988                          | Frank Conner                 | 267                          | −13                          | 5 golpes                     | Brian Mogg                                          | 36,000                       | 200,000                      |                              |
| 1987                          | David Ogrin                  | 267                          | −13                          | 1 golpe                      | Nick Faldo                                          | 36,000                       | 200,000                      |                              |
| 1986                          | Dan Halldorson               | 263                          | −17                          | 2 golpes                     | Paul Azinger                                        | 36,000                       | 200,000                      |                              |
| Magnolia Classic              |                              |                              |                              |                              |                                                     |                              |                              |                              |
| 1985                          | Jim Gallagher Jr.            | 131                          | −9                           | Playoff                      | Paul Azinger                                        | 27,500                       | 150,000                      | [ 2 ]                        |
| 1984                          | Lance Ten Broeck             | 201                          | −9                           | Playoff                      | Mike Smith                                          | 27,000                       | 150,000                      | [ 3 ]                        |
| 1983                          | Russ Cochran                 | 203                          | −7                           | 2 golpes                     | Sammy Rachels                                       | 27,000                       | 150,000                      | [ 4 ]                        |
| 1982                          | Payne Stewart                | 270                          | −10                          | 3 golpes                     | Jay Cudd Bruce Douglass                             | 13,500                       | 75,000                       | [ 5 ]                        |
| 1981                          | Tom Jones                    | 268                          | −12                          | Playoff                      | Mike Smith                                          | 13,500                       | 75,000                       | [ 6 ]                        |
| 1980                          | Roger Maltbie                | 65                           | −5                           | 1 golpe                      | Lee Carter                                          | 4,500                        | 25,000                       | [ 8 ]                        |
| 1979                          | Bobby Walzel                 | 272                          | −8                           | Playoff                      | Buddy Gardner                                       | 9,000                        | 50,000                       | [ 9 ]                        |
| 1978                          | Craig Stadler                | 268                          | −12                          | 1 golpe                      | Bob Eastwood Bruce Fleisher                         | 7,000                        | 35,000                       | [ 10 ]                       |
| 1977                          | Mike McCullough              | 269                          | −11                          | 3 golpes                     | Gary Groh Orville Moody                             | 7,000                        | 35,000                       | [ 11 ]                       |
| 1976                          | Dennis Meyer                 | 271                          | −9                           | 2 golpes                     | Artie McNickle Tom Purtzer                          | 7,000                        | 35,000                       | [ 12 ] [ 13 ]                |
| 1975                          | Bob Wynn                     | 270                          | −10                          | 2 golpes                     | Mike Morley                                         | 7,000                        | 35,000                       | [ 14 ]                       |
| 1974                          | Dwight Nevil (2)             | 133                          | −7                           | 2 golpes                     | Bunky Henry Gil Morgan                              | 3,500                        | 17,500                       | [ 15 ]                       |
| 1973                          | Dwight Nevil                 | 268                          | −12                          | 3 golpes                     | Bert Greene                                         | 7,000                        | 35,000                       | [ 16 ]                       |
| 1972                          | Mike Morley                  | 269                          | −11                          | 3 golpes                     | Rick Rhodes                                         | 7,000                        | 35,000                       | [ 17 ]                       |
| 1971                          | Roy Pace                     | 270                          | −10                          | 1 golpe                      | Jack Lewis Jr.                                      | 7,000                        | 35,000                       | [ 18 ]                       |
| 1970                          | Chris Blocker                | 271                          | −9                           | 1 golpe                      | Roy Pace Martin Roesink                             | 5,000                        | 35,000                       | [ 19 ]                       |
| 1969                          | Larry Mowry                  | 272                          | −8                           | 1 golpe                      | Larry Hinson Alvin Odom                             | 5,000                        | 35,000                       | [ 20 ]                       |
| 1968                          | Mac McLendon                 | 269                          | −11                          | Playoff                      | Pete Fleming                                        | 2,800                        | 20,000                       | [ 21 ]                       |